# アントニオ・エレーラ・トロ

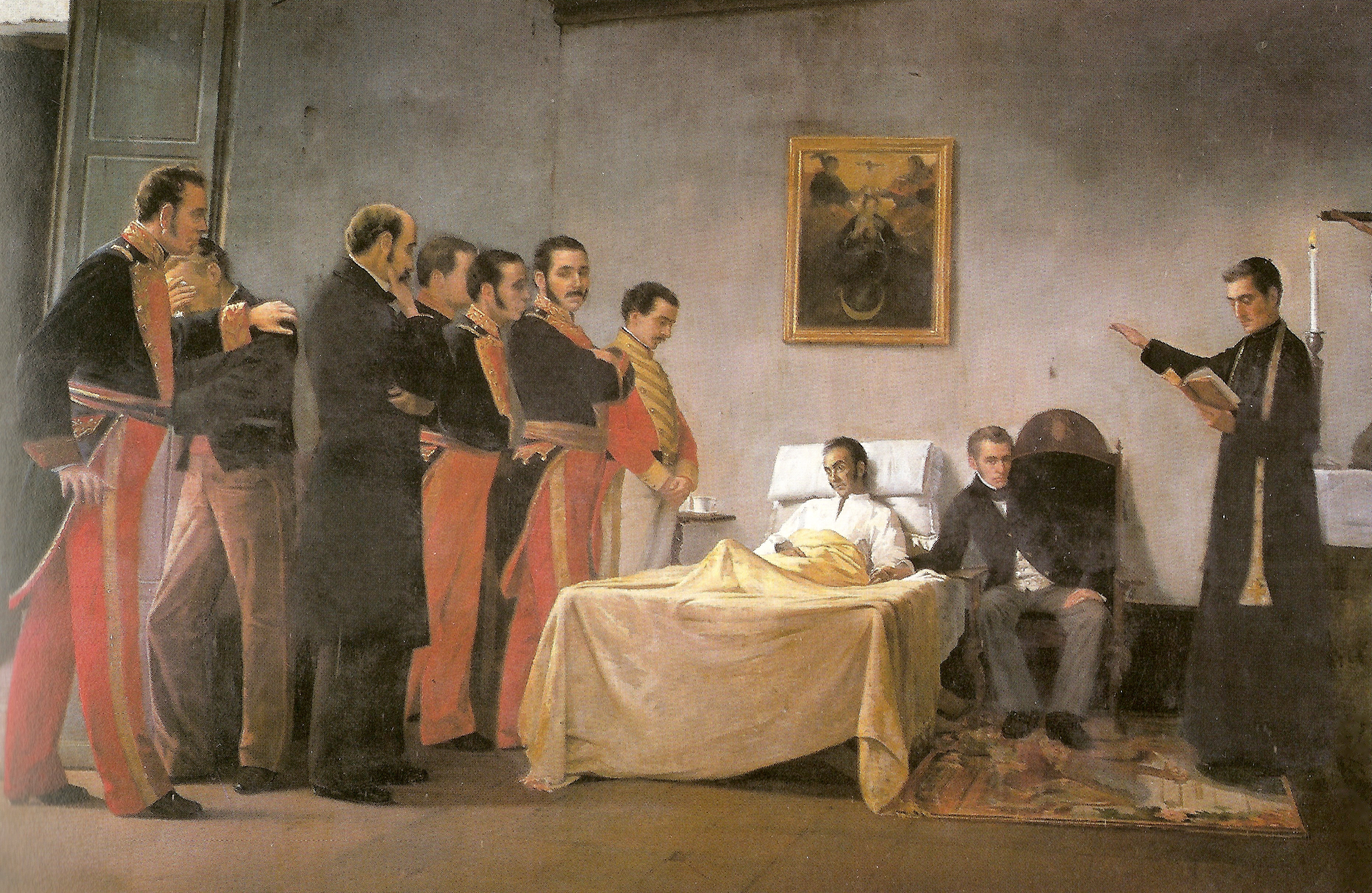
エレーラ・トロ作、「解放者の死」(1883)

アントニオ・エレーラ・トロ（Antonio Herrera Toro、1857年1月16日 – 1914年6月26日）はベネズエラの画家、美術評論家、美術教師である。

## 略歴
ベネズエラのカラボボ州のバレンシアで生まれた。12歳からマルティン・トバル・イ・トバル(Martín Tovar y Tovar: 1827-1902)に絵を学んだ後、1874年にカラカスの美術学校に入学しホセ・マヌエル・マウコ(José Manuel Maucó)やミゲル・ナバロ・カニサレス(Miguel Navarro Cañizares)に学んだ。
1875年に政府の奨学金を得て、パリ、ローマに留学した。1881年に、カラカスの大司教に依頼された「聖母昇天」の下書きを持って帰国し、それをもとにカラカスの聖堂の壁画を、クリストバル・ロハス(1857-1890)の助けを借りて描いた。
1883年に開催された、ラテンアメリカの解放者、シモン・ボリバルの生誕100年記念の展覧会には、シモン・ボリバルの臨終の場面を描いた作品を出展した。翌年、師匠のトバル・イ・トバルがカラカスの立法宮殿(Palacio Federal Legislativo) に壁画を描くための資料となるスケッチを描くために、シモン・ボリバルが援軍を派遣して勝利したペルー独立戦争のフニンの戦いやアヤクーチョの戦いの戦場跡を訪れた。その後トバル・イ・トバルが亡くなった後、アヤクーチョの戦いの壁画はエレーラ・トロが完成させることになった。
"Santoro"のペンネームで隔週刊の文芸誌「El Cojo Ilustrado」で、文筆活動も行い、「El Granuja」の創刊者の一人となった。
1892年に政府の建築・装飾関係の役職に任じられ、1908年に亡くなったエミリオ・ハシント・マウリ (Emilio Jacinto Mauri)の後任としてカラカスの国立美術アカデミー(Academia Nacional de Bellas Artes de Caracas)の校長になったが、その後カリキュラムの変更を求める学生たちのストライキに対処しなければならなくなり、カリキュラムの改定の草案など作った。校長辞任の申し出は受け入れられず、亡くなるまで校長を続けた。
1814年に王党派の弾薬庫に火を放って戦死した英雄アントニオ・リコールト(Antonio Ricaurte)を描いた「リコールトの死」(1883)などの歴史画や人物画、肖像画を描いた。

## 作品

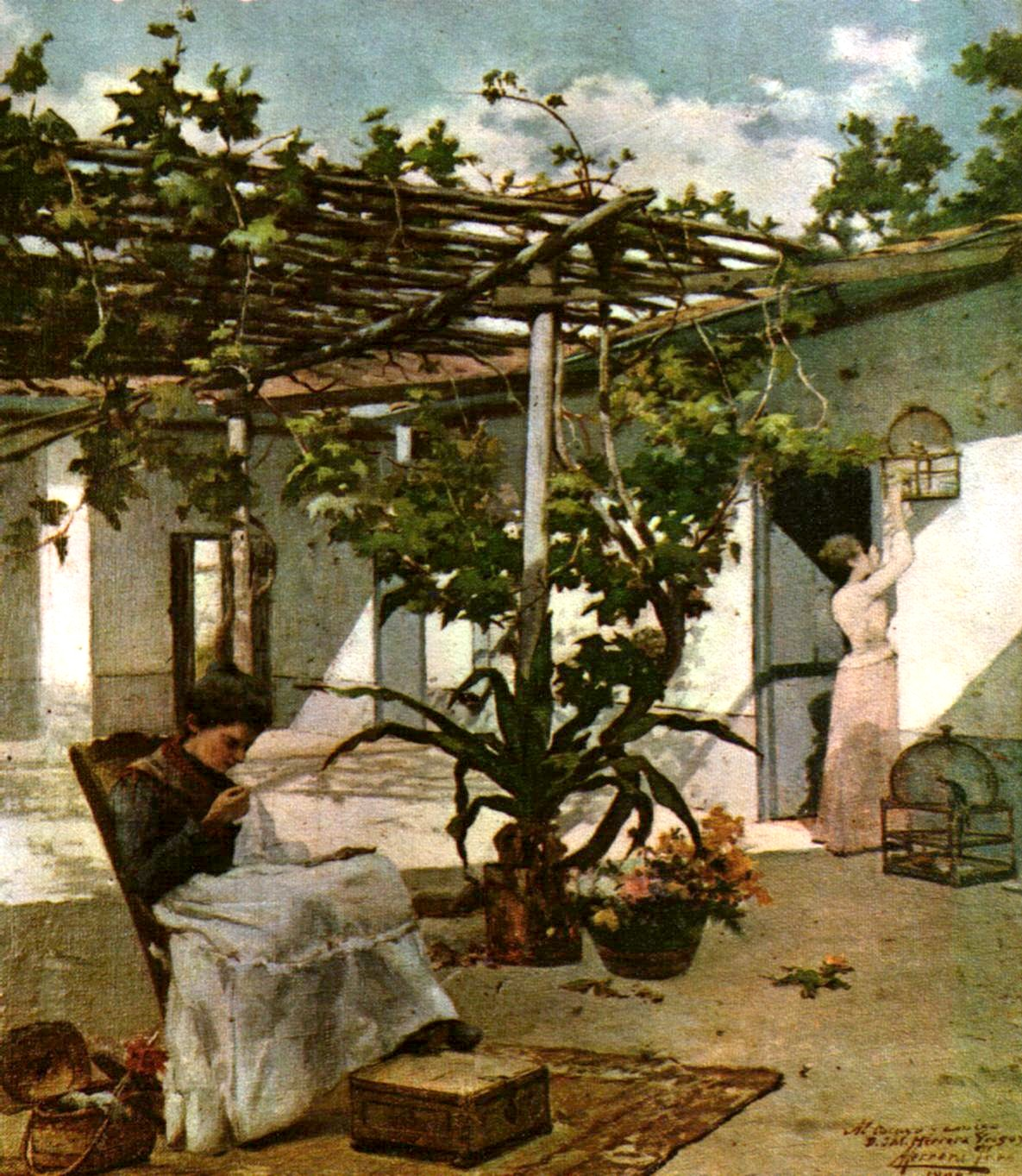
「中庭」(1902)
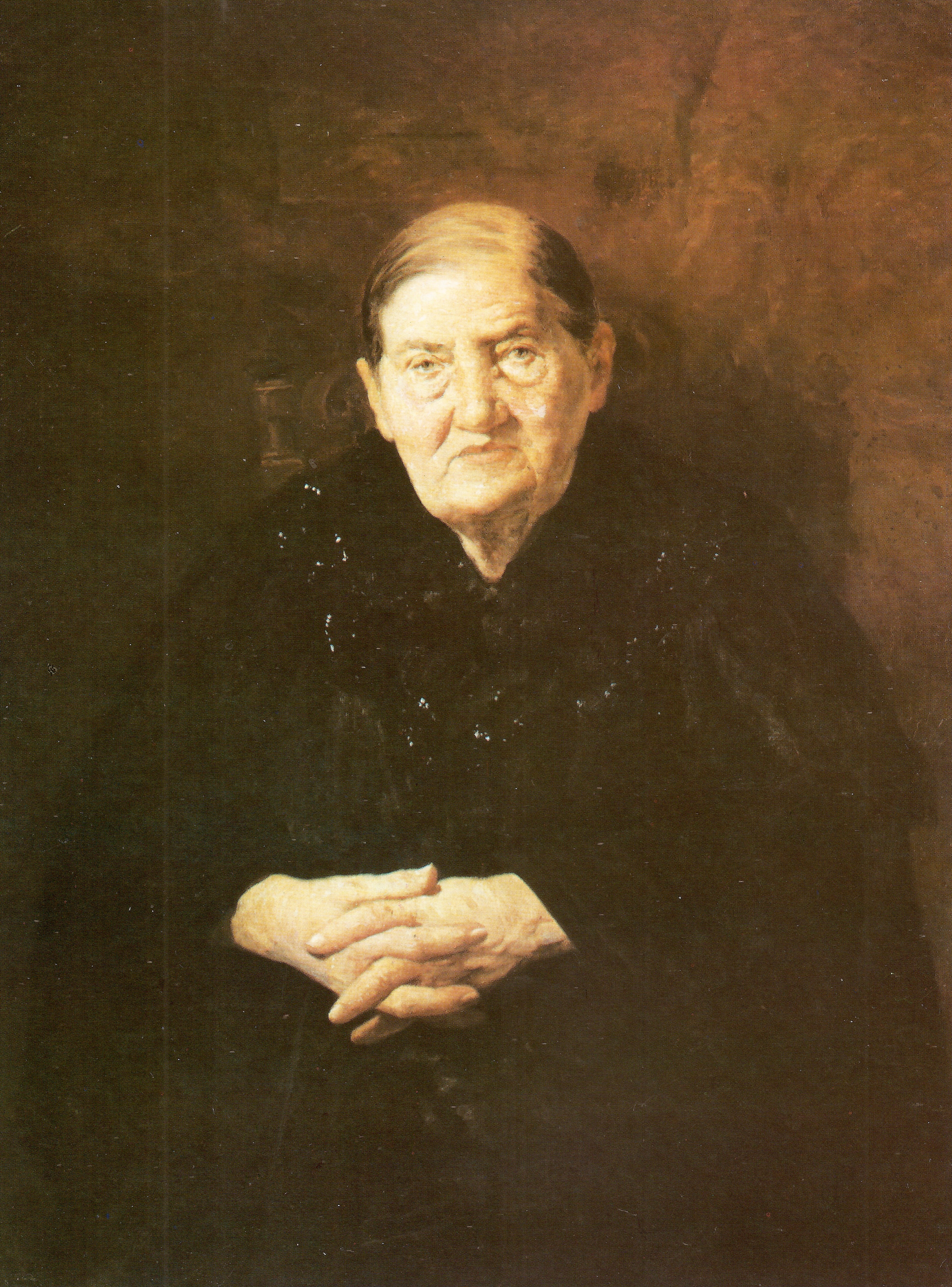
肖像画 (1898)
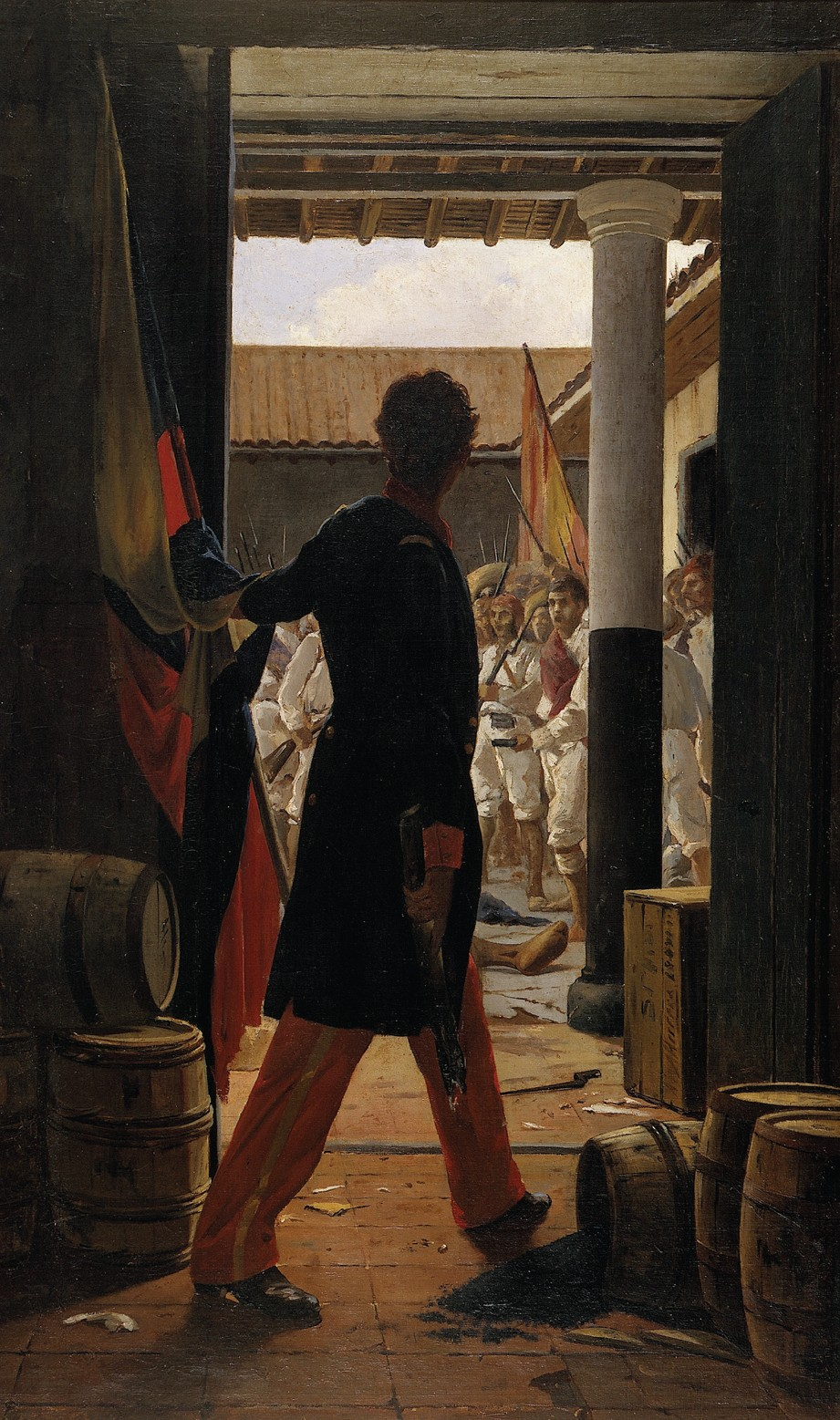
アントニオ・リコールトの死
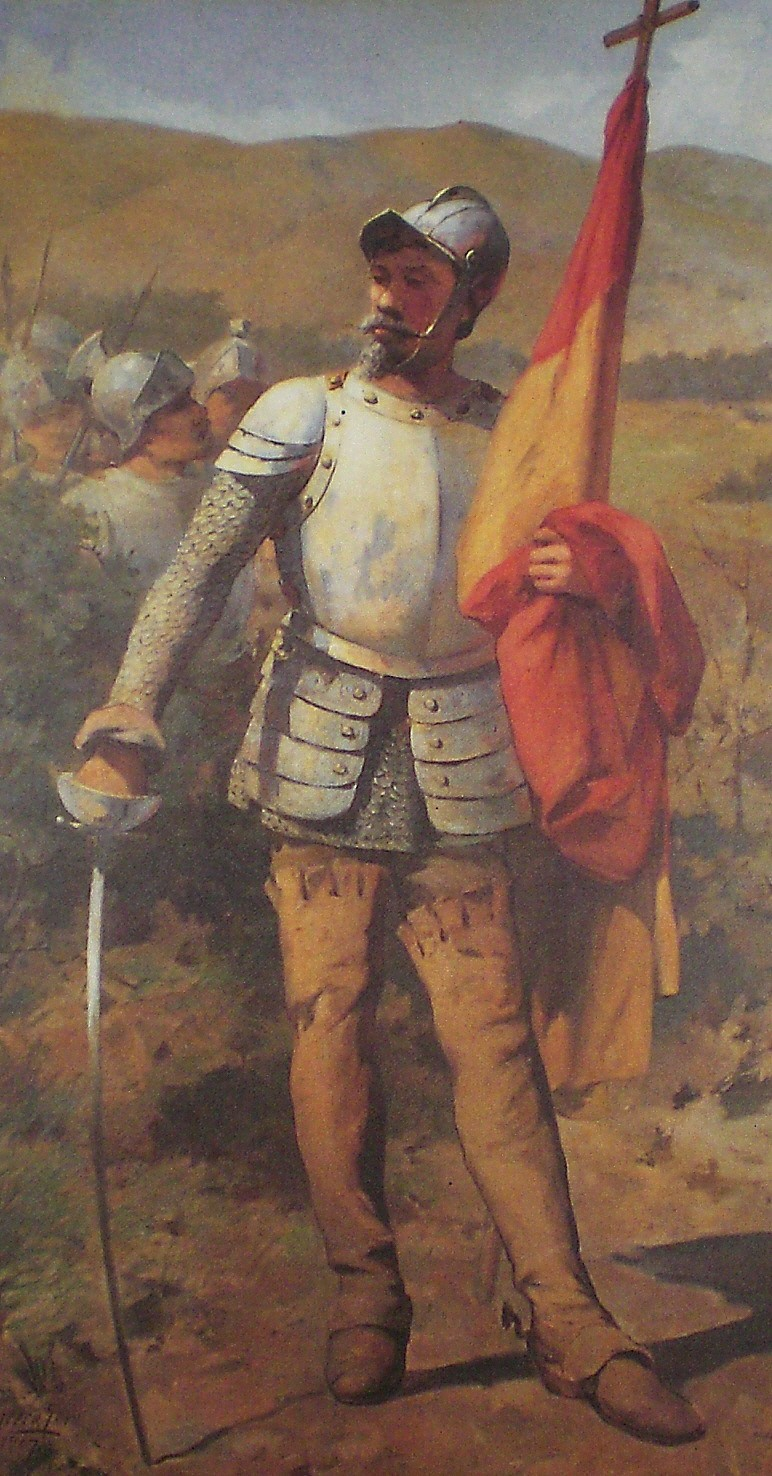
スペイン人の征服者ディエゴ・デ・ロサーダ

## 関連文献
- Antonio Herrera Toro, 1857-1914: Final de un Siglo: Galería de Arte Nacional, Caracas, Diciembre 1995 – Febrero 1996, (exhibition catalog), La Galería, 1995
- Rafael Sánchez Guerra, Antonio Herrera Toro, 1857–1914: pintor Valenciano, Consejo Municipal del Distrito Valencia, 1965